# Medulin
Medulin (italienska: Medolino) är en turisttät kommun i södra Istrien i Kroatien, 8 kilometer sydöst om Pula. Kommunen har 2 598 invånare (2007). Medulin är den populäraste orten i Kroatien att besöka . Under juli och augusti ökar befolkningen markant eftersom turister lockas av den vackra kusten (mestadels klippstrand men även en konstgjord sandstrand).

## Historia
Området bombades av de allierade under andra världskriget. År 2009 hittades fortfarande bomber från den tiden i trakten.